# Relations entre la Biélorussie et la Lituanie
La Biélorussie et la Lituanie entretiennent des relations extérieures en tant que pays partageant une frontière commune. Ces deux pays partage une histoire commune depuis le XIIe siècle lorsque le grand-duché de Lituanie couvrait la région. Le territoire était au carrefour des influences russes, baltes et prussiennes.
Lorsque la république des Deux Nations fut partitionnée, les deux pays passèrent sous l'autorité de l'empire russe en 1795. Alors que la Russie blanche resta majoritairement pro-russe, la Lituanie ne cessa de vouloir être indépendante avec une première république de Lituanie entre 1915 et 1940. À la suite de Seconde guerre mondiale, la RSS de Lituanie fait partie de l'Union soviétique au même titre que son voisin la RSS de Biélorussie. En 1991, La Lituanie devient indépendante par la force à la suite des événements de janvier. La région balte est désormais plus tourné vers l'Union européenne bien qu'un des rares toutefois à soutenir le régime d'Alexandre Loukachenko.

## Liens diplomatiques
La Lituanie possède une ambassade à Minsk ainsi qu'un consulat à Hrodna
La Biélorussie possède une ambassade à Vilnius.
La Lituanie et la Biélorussie ont signé un accord relatif au mouvement frontalier simplifié. Selon le journal indépendant bélarussien Belorousskii Partizan, le nombre de visa d'affaires émis par le consulat de la Biélorussie était de 15 300 en 2010.

## Rencontres en sport
Les deux pays font partie des mêmes instances sportives européennes.
Les rencontres majeures entre les pays concernent le basket-ball féminin. En 2013, l'équipe biélorusse et l'équipe lituaniennes se sont rencontrées 5 fois avec 3 victoires pour la Lituanie. La dernière rencontre s'est faite pendant la phase de poule du championnat d'Europe de basket-ball féminin 2013